# Anhangüera
Anhanguera est une municipalité brésilienne du sud de l'État de Goiás, situé dans la microrégion de Catalão. Elle doit son nom au bandeirante Bartolomeu Bueno da Silva (1672-1740).